# Anzatok
Az anzatok (angolos írásmóddal egyes számban: anzat, többes számban: anzati) a Csillagok háborúja elképzelt univerzumának egyik értelmes, emberszerű faja.

## Leírásuk
Az anzatok veszélyes és rejtélyes, Erő-érzékeny majdnem emberek, akik az Anzat nevű bolygóról származnak. Általában 1,5-1,7 méter magasak. Bőrük szürkés árnyalatú. Hajszínük lehet fekete, barna vagy fehér. Mindkét orrlyukuk mellett feltekerve egy-egy nyúlvány ül, ezeket kinyújtva az áldozatuk orrán keresztül annak agyával táplálkoznak, ezt „leves”-nek nevezik. Az anzatok igen hosszú ideig élnek. A gyermekkoruk 1-12 év között van, a fiatalok 13-99 évesek, a felnőttek 100-649 év körüliek, az idősebbek 650-799 évesek; 800-950 évesen már öregeknek számítanak. De jóval meghaladják ez utóbbi kort is. Ha megsebesülnek, igen gyorsan helyrejönnek.
Felnőttkorukban mindenfelé utazgatnak a Galaxisban, mert céljuk, hogy minél többféle „leves”-hez jussanak hozzá, ezért szívesen vállalnak bérgyilkos munkát.
Egyaránt beszélik az anyanyelvüket, az anzati nyelvet és a galaktikus közös nyelvet is. Habár az Anzatról származnak, többségük a Galaxisban bolyong, nomád életmódot folytatva.

## Megnevezett anzatok
- Dannik Jerriko – férfi; fejvadász
- Volfe Karkko – férfi; Jedi mester
- Akku Seii – férfi; bérgyilkosok mestere/tanára
- Nikkos Tyris – férfi; előbb jedi, később sith
- Saljé Tasha – nő; a Független Rendszerek Konföderációjának egyik bérgyilkosa
- Rath Kelkko – férfi; a Független Rendszerek Konföderációjának egyik bérgyilkosa
- Nakia Yoru – nő; bérgyilkos, Sint Yoru felesége
- Sint Yoru – férfi; bérgyilkos Nakia Yoru férje
- Kell Douro – férfi; bérgyilkos és kém

## Megjelenésük a filmekben, könyvekben, videójátékokban
Az első anzatot az „Egy új remény” című filmben, a Mos Eisley űrkikötőben levő Chalmun kantinban láthatjuk először. Azóta ez az értelmes faj, számos képregényben és videójátékban is megjelent.

## Fordítás
- Ez a szócikk részben vagy egészben az Anzat című Wookieepedia-szócikk fordítása. Az eredeti cikk szerkesztőit annak laptörténete sorolja fel.